# Bryn Saith Marchog
Bryn Saith Marchog (Ausspracheⓘ; auch Bryn Saith-Marchog) ist ein Weiler in der walisischen Community Gwyddelwern in der Principal Area Denbighshire.

## Geographie
Bryn Saith Marchog liegt auf etwa 170 Metern Höhe im Norden der Community Gwyddelwern an der A494 road am Ufer des River Clwyd wenige hundert Meter südlich von Derwen, dem Hauptort der gleichnamigen, an der nördlichen Grenze Gyddelwerns gelegenen Community. Zudem gehört Bryn Saith Marchog dem Ward Llanfair Dyffryn Clwyd/Gwyddelwern an und gehört somit zum britischen Wahlkreis Clwyd West beziehungsweise zum gleichnamigen walisischen Wahlkreis.

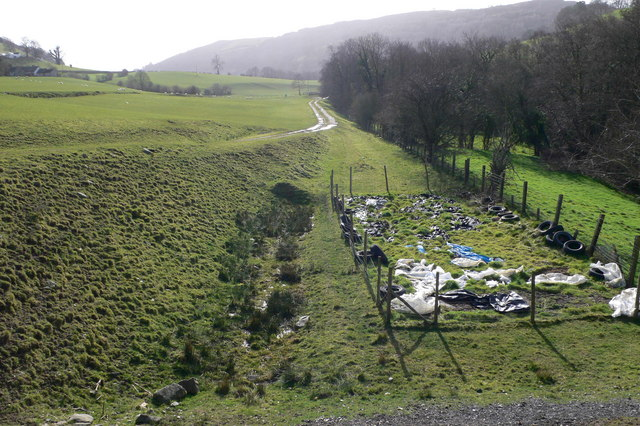
Die frühere Eisenbahnstrecke

## Geschichte
Das Dorf gehörte früher zu Merionethshire. Der Name ist wohl als „Hügel der sieben Ritter“ zu übersetzen und rührt wohl von einem Herrschersitz namens Saith Marchog, wobei Bryn zu deutsch die Bedeutung Hügel hat.

## Verkehr
In Bryn Saith Marchog, das wie oben beschrieben zudem an der A494 road liegt, hält eine einzige Buslinie, die zwischen Ruthin und Corwen verkehrt. Flussaufwärts und damit wenige hundert Meter westlich von Bryn Saith Marchog führte einstmals eine Eisenbahnlinie entlang und über den River Clwyd.